# Kennoway
Kennoway est un village de Fife and Kinross, en Écosse.

## Personnalités
- Allan Brown - Ancien joueur de football et manager
- George Lillie Craik - critique littéraire et écrivain
- Henry McLeish - Ancien Premier ministre écossais, qui démissionna après le scandale de Officegate scandal en 2001